# 68114 Deákferenc
68114 Deákferenc è un asteroide della fascia principale. Scoperto nel 2001, presenta un'orbita caratterizzata da un semiasse maggiore pari a 2,3591217 UA e da un'eccentricità di 0,2501922, inclinata di 3,60353° rispetto all'eclittica.